# Faucoucourt
Ne doit pas être confondu avec Fauconcourt.
Faucoucourt, autrefois appelé Foucaucourt et Feucoucourt, est une ancienne commune française, située dans le département de l'Aisne, en région Hauts-de-France.
Elle a fusionné le 1er janvier 2019 avec Anizy-le-Château et Lizy pour former la commune nouvelle d'Anizy-le-Grand, dont elle est une commune déléguée.

## Géographie

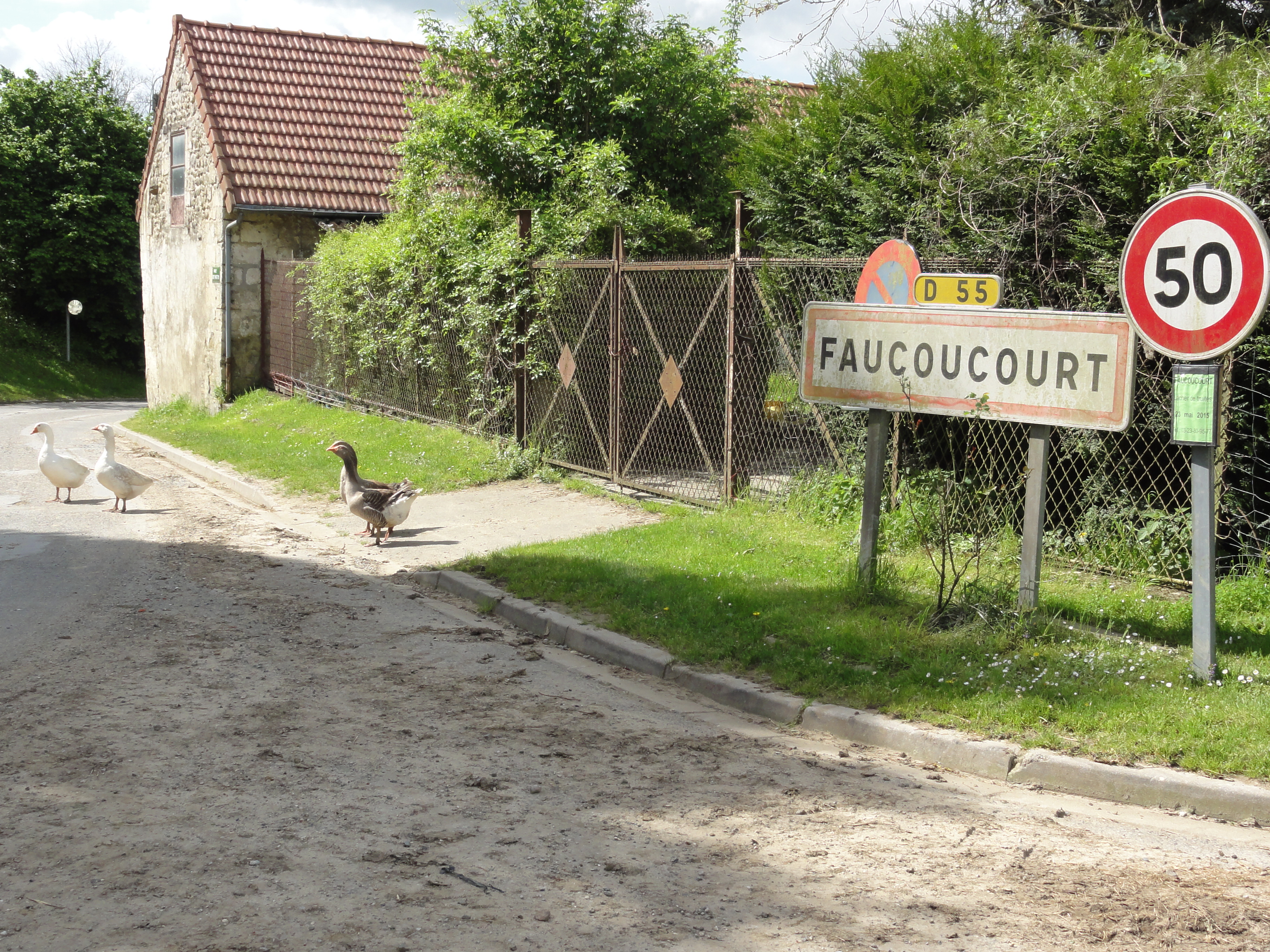
Entrée de Faucoucourt.

### Localisation
Faucoucourt se trouve entre Suzy (au nord) et Anizy-le-Château (au sud).
Le territoire de Faucoucourt, dont la superficie est de 710 hectares 5 ares 33 centiares, est borné au nord par la forêt, la montagne de la Taille Grenée, l'Arbre rond ou la Croix de Suzy, de là au pont du ruisseau appelé Passe de Maneux, à l'est par le même ruisseau descendant au marais de Rocs et traversant ce marais jusqu'au pont de Merlieux, et de là jusqu'à la jonction de celui de la Maladrerie au midi par le ruisseau de la Maladrerie, depuis sa jonction au marais de Lizy, remontant à l'ouest près de Wissignicourt, jusqu'à la Fontaine-à-Leups.

### Communes limitrophes
Avant la fusion de 2019, Faucoucourt était limitrophe des communes suivantes :

### Lieux-dits, hameaux et écarts

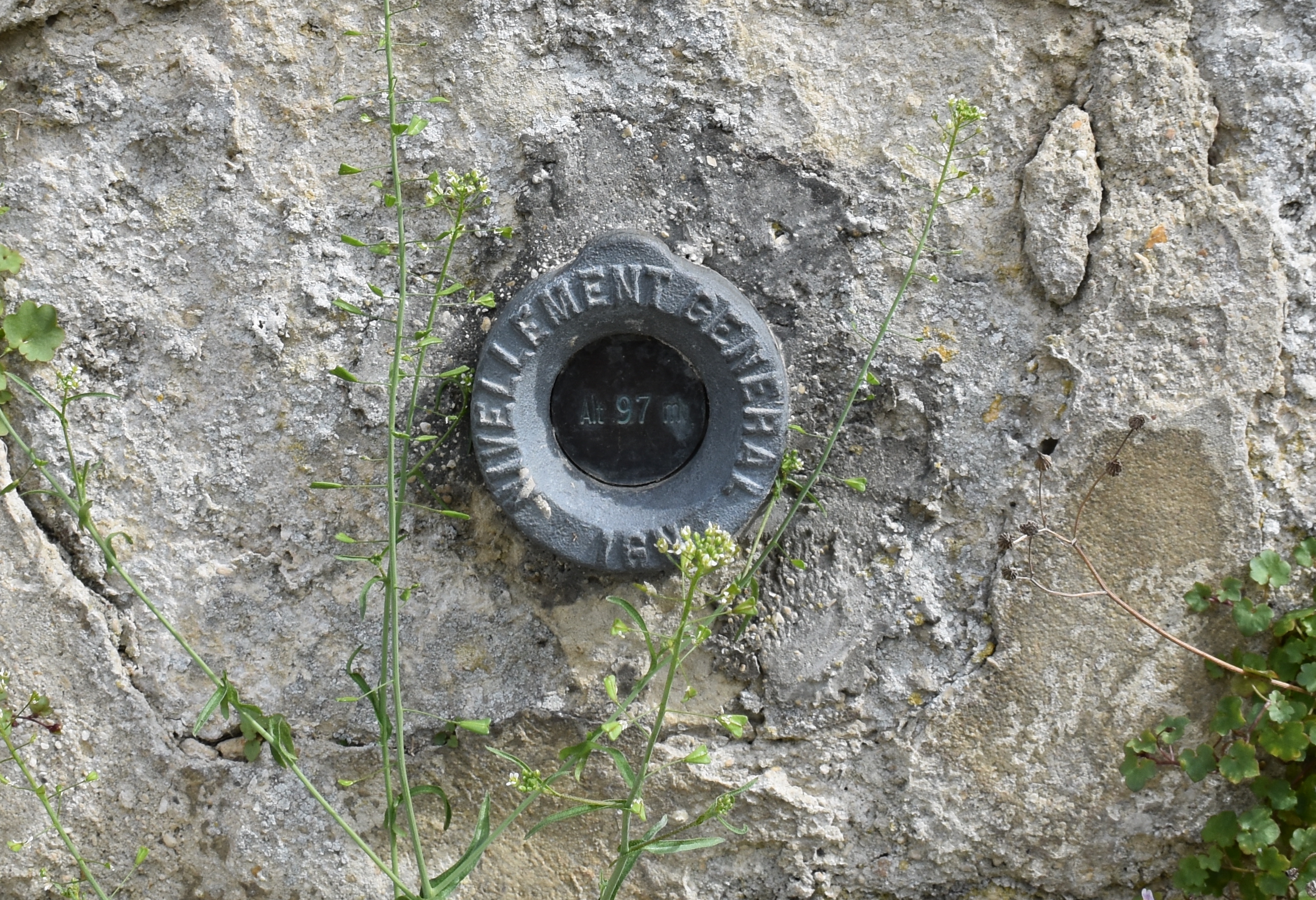
Borne de nivellement sur le mur de l'église - Altitude 97 m.

Maneux, à l'est sur la route D26, ou chemin de Cessiéres, c’était une ferme et un moulin réunis ; Tervanne, autre moulin au-dessous du premier, sur le chemin de Merlieux, entre le marais de Rocs et le grand marais la Tuilerie, sur l'ancien chemin de Maneux, là se trouvait une tuilerie. Enfin, le Moulin, habitation placée sur le chemin de Lizy, en face de le Hay, un moulin à vent y était attaché il fut vendu et démonté vers 1834.
La maison seigneuriale d'Wez sur le versant de la colline, en face du pont de Lizy; le moulin de Tervanne à l'est de Faucoucourt, le moulin et la ferme de Maneux sur le chemin de Laon. Enfin une maison seigneuriale ou d'exploitation dont on a découvert les fondations dans le défrichement du bois du Bar en 1838. Cette maison était élevée sur le sommet du monticule qui sépare le terroir de Suzy de celui de Faucoucourt.

## Toponymie
Le nom de la localité est attesté sous les formes Foucoucourt (1205) ; Foucaucourt (1219) ; Foukoucourt (1232) ; Feucoucourt (1257) ; Faulcoucourt (1562).

## Histoire
Moyen Âge
Au Moyen Âge, le terroir de Faucoucourt appartenait à 4 seigneuries distinctes : la seigneurie de Faucoucourt, la seigneurie de Marcilly, la seigneurie d'Wez et la seigneurie de la Côte-Bimont et la Fontaine-à-Leups.
La paroisse de Faucoucourt, avait pour patron collateur, ayant droit du fondateur primitif de l'église, le chapitre de Laon qui avait droit de présentation à la cure, possibilité de présenter à l'évêque, pour qu'il l'ordonne, le desservant d'une église, lui appartenait donc, ainsi qu'une part dans les dîmes et revenus de l'autel. Les décimateurs étaient le chapitre de St-Nicolas-aux-Bois et le chapelain de Saint-Sulpice.
Selon la notice de l'abbé Parmentier (-†1875), Jean [Jehan] de Marcilly est le premier seigneur de Faucoucourt connu pour une querelle pour affaire d'intérêts en 1293, entre lui et un sous-mayeur de Laon, Jean de Semailles.
La seigneurie de Faucoucourt relevait des seigneurs de Coucy qui dominaient toute la contrée. En 1561, elle relevait du roi de Navarre à cause de son château de La Fère. Après l'avènement d'Henri IV au trône de France, elle releva directement du roi.
La seigneurie d'Wez était un apanage des Enguerrand de Coucy. En 1373, Arnould de Gourre présente son dénombrement, description des biens composant un fief, au seigneur de Coucy, comte de Soissons, Enguerrand VII qui eut une fille, Marie de Coucy, qui épousa Henry, duc de Bar, et reçut en dot la seigneurie d'Wez. Ces deux seigneurs furent obligés de partir pour la dernière croisade. Le duc de Bar périt à la bataille de Nicopolis en 1397, et Enguerrand VII, fait prisonnier à la même bataille, mourut l'année suivante. Marie de Coucy qui avait perdu son époux et son père vendit sa succession au duc d'Orléans en 1403. Après Marie de Coucy, les seigneurs d'Wez sont Regniard, puis vers 1560, Charles Rousseau, contrôleur de la maison du prince de Condé à Anizy. Nicolle Rousseau, sa fille, épousa François Duquénet qui succéda à son beau-père et leurs descendants Jean Duquénet, Jacques Duquénet, Antoine Duquénet et Gédéon Duquénet, furent successivement seigneurs d'Wez. Lenoir de Wissignicourt fut tué par le dernier seigneur d'Wez.
Époque moderne
Le seigneur du Hay, possédait, à certaine époque, le fief de la Côte-Bimont. Au XVIIe siècle, Jean de Crécy, seigneur du Hay-Bimont et la Fontaine-aux-Leups, ayant prétendu, dans son dénombrement de ce fief, avoir la justice haute, moyenne et basse, le droit de chasse et autres, Jean de Condé, seigneur de Faucoucourt et Marcilly ne voulut pas accepter ce dénombrement. Il déniait surtout les droits de justice et de chasse à Jean de Crécy.
Le 8 octobre 1677, mourut Claude de Poulet de St-Germain, seigneur de Faucoucourt. Son fils, sous le même nom, lui succéda à la seigneurie. M. de Saint-Germain, ainsi que son père, a toujours affecté des prétentions à la seigneurie exclusive de Faucoucourt. Ces prétentions exprimées dans ses dénombrements les ont fait rejeter après plusieurs procès avec ses co-seigneurs. Sa propriété fut saisie et adjugée par la généralité de Soissons, en 1705, à Jean-Alexandre de Fay, seigneur de Puisieux, qui habita le château de Faucoucourt pendant quarante ans. Jean-Louis-Nicolas de Fay, son neveu, lui succéda à la seigneurie; il avait épousé Marie-Jeanne de la Ganterie. Sa fille, Marie-Jeanne-Louise-Rose-Claudine de Fay de Faucoucourt épousa Jean-Armand de Macquerel, seigneur de Pleine-Selve, qui devint, par cette alliance, seigneur de Faucoucourt.
M. de Pleine-Selve renouvela les prétentions de ses prédécesseurs à la seigneurie exclusive de Faucoucourt et Marcilly. Ce droit lui fut contesté par Gédéon Duquenet, seigneur d'Wez et par Mme Duquenet, sa sœur, épouse de Charles-Antoine de Boffle dont  Charles-François de Boffle, seigneur du Hay, était le fils. Il s'éleva entre eux un procès qui dura plusieurs années et dont l'issue amena la ruine du seigneur d'Wez. Celui-ci, pour en payer les frais, se trouva forcé de vendre son château, sa terre et tous ses droits à M. de Pleine-Selve, avec la seule réserve d'y terminer ses jours. Aussitôt sa mort, le château fut rasé ainsi que la chapelle, et la seigneurie d'Wez fut anéantie en 1783.
Jean Armand de Pleine-Selve se rendit encore acquéreur de la seigneurie du Hay et devint ainsi seul seigneur de Faucoucourt en 1785. M. de Pleine-Selve eut trois filles; Louise-Marie de Macquerel de Pleine-Selve épousa Marie-Louis-Etienne d'Y de Résigny, le 4 juin 1787, la seconde Marie Madeleine Colette épousa Jean Charles Louis le Carlier de Colligis, la troisième, Julie-Claudine de Pleine-Selve, ne fut pas mariée; il eut aussi un garçon.
Bientôt éclata la révolution, M. de Pleine-Selve et ses deux gendres émigrèrent. Les dames seules restèrent au château. Ayant été regardées comme suspectes, elles furent conduites à Chauny. Un habitant de la commune, Jean-Baptiste Chrétien, qui était alors à la tête de l'administration municipale, eut le courage d'aller solliciter leur mise en liberté. Il l'obtint sous sa responsabilité personnelle et les ramena lui-même au château.
Marie-Louis-Étienne d'Y de Résigny, officier d’infanterie, participe aux assemblées du bailliage de Vermandois en 1789, il est nommé commandant de la garde nationale de Résigny en 1790; il prend le chemin de l'exil et n'habite plus jamais son château de Résigny. Le 15 décembre 1801, il est nommé maire de Faucoucourt et y remplit ces fonctions jusqu'en 1815.
Lorsque les émigrés purent rentrer, MM. de Pleine-Selve, de Résigny et de La Panouze revinrent sur leurs terres. Mais ce dernier se trouva dépouillé de tout, apprenant la vente de sa propriété. L'acquéreur touché rendit la terre du Hay moyennant le prix modique pour lequel elle lui avait été adjugée.
Première Guerre mondiale
Le village est considéré comme détruit à la fin de la guerre et a  été décoré de la Croix de guerre 1914-1918, le 17 octobre 1920.
Fusion de communes
Une réflexion a été engagée début 2018 par le maire d'Anizy-le-Château en vue de la fusion de sa commune avec Pinon, dont elle est séparée par l'Ailette. Les communes de Faucoucourt et de Lizy se sont jointes à cette réflexion, et Pinon s'en retire.
La fusion entre Anizy-le-Château, Faucoucourt et Lizy intervient à la demande des trois conseils municipaux des 12 et 13 juin 2018, permettant la création de la commune nouvelle d'Anizy-le-Grand par un arrêté préfectoral qui prend effet le 1er janvier 2019, dont Faucoucourt  devient une commune déléguée.

## Politique et administration

### Rattachements administratifs et électoraux
Faucoucourt  se trouve dans l'arrondissement de Laon du département de l'Aisne. Pour l'élection des députés, il fait partie depuis 1988 de la première circonscription de l'Aisne.
Il était depuis 1790 rattaché au  canton d'Anizy-le-Château. Dans le cadre du redécoupage cantonal de 2014 en France, Faucoucourt est rattaché jusqu'à la fusion de 2019 au canton de Laon-1.

### Intercommunalité
Faucoucourt était membre de la communauté de communes des Vallons d'Anizy, créée fin 1997.
Dans le cadre des dispositions de la loi portant nouvelle organisation territoriale de la République (Loi NOTRe) du 7 août 2015, qui prévoit que les établissements publics de coopération intercommunale (EPCI) à fiscalité propre doivent avoir un minimum de 15 000 habitants (sous réserve de certaines dérogations bénéficiant aux territoires de très faible densité), cette intercommunalité fusionne avec la communauté de communes du Val de l'Ailette pour former la communauté de communes Picardie des Châteaux. Faucoucourt  en a été membre jusqu'à la fusion de 2019.

### Liste des maires
| Période                                  | Période       | Identité                           | Étiquette | Qualité                                                                 |
| ---------------------------------------- | ------------- | ---------------------------------- | --------- | ----------------------------------------------------------------------- |
| Les données manquantes sont à compléter. |               |                                    |           |                                                                         |
| décembre 1801                            | 1815          | Marie-Louis-Etienne d'Y de Résigny |           |                                                                         |
| Les données manquantes sont à compléter. |               |                                    |           |                                                                         |
| 1945                                     | juin 1995     | André Godard                       | DVD       | Agriculteur, conseiller général, président du conseil général (1979-85) |
| Les données manquantes sont à compléter. |               |                                    |           |                                                                         |
| mars 2001                                | 2014          | Claude Lacourt                     |           |                                                                         |
| 2014                                     | décembre 2018 | Philippe Carlier                   |           |                                                                         |

### Liste des maires délégués
| Période      | Période                      | Identité         | Étiquette | Qualité                        |
| ------------ | ---------------------------- | ---------------- | --------- | ------------------------------ |
| janvier 2019 | En cours (au 1 janvier 2019) | Philippe Carlier |           | Réélu pour le mandat 2020-2026 |

## Démographie
L'évolution du nombre d'habitants est connue à travers les recensements de la population effectués dans la commune depuis 1793. Pour les communes de moins de 10 000 habitants, une enquête de recensement portant sur toute la population est réalisée tous les cinq ans, les populations de référence des années intermédiaires étant quant à elles estimées par interpolation ou extrapolation. Pour la commune, le premier recensement exhaustif entrant dans le cadre du nouveau dispositif a été réalisé en 2006.

En 2022, la commune comptait 294 habitants, en évolution de −7,55 % par rapport à 2016 (Aisne : −1,97 %, France hors Mayotte : +2,11 %).
| 1793 | 1800 | 1806 | 1821 | 1831 | 1836 | 1841 | 1846 | 1851 |
| ---- | ---- | ---- | ---- | ---- | ---- | ---- | ---- | ---- |
| 543  | 577  | 638  | 665  | 698  | 717  | 704  | 652  | 666  |

| 1856 | 1861 | 1866 | 1872 | 1876 | 1881 | 1886 | 1891 | 1896 |
| ---- | ---- | ---- | ---- | ---- | ---- | ---- | ---- | ---- |
| 590  | 591  | 520  | 506  | 502  | 471  | 453  | 448  | 401  |

| 1901 | 1906 | 1911 | 1921 | 1926 | 1931 | 1936 | 1946 | 1954 |
| ---- | ---- | ---- | ---- | ---- | ---- | ---- | ---- | ---- |
| 361  | 330  | 328  | 237  | 269  | 287  | 245  | 265  | 258  |

| 1962 | 1968 | 1975 | 1982 | 1990 | 1999 | 2006 | 2011 | 2016 |
| ---- | ---- | ---- | ---- | ---- | ---- | ---- | ---- | ---- |
| 264  | 242  | 227  | 233  | 246  | 280  | 302  | 307  | 318  |

| 2021 | 2022 | - | - | - | - | - | - | - |
| ---- | ---- | - | - | - | - | - | - | - |
| 298  | 294  | - | - | - | - | - | - | - |

## Culture locale et patrimoine

### Lieux et monuments
- L'Église Saint-Martin.

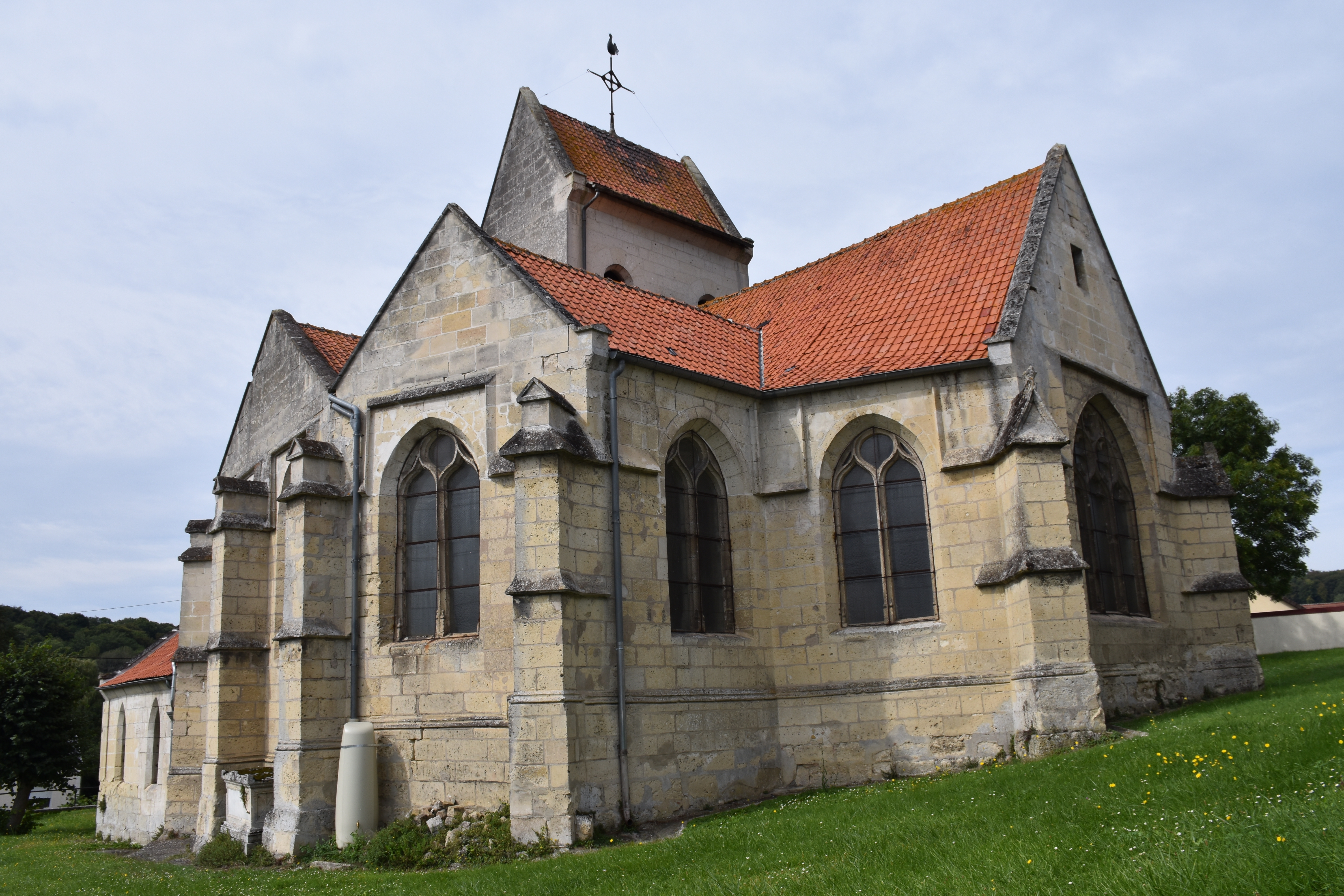
Vue du chevet.
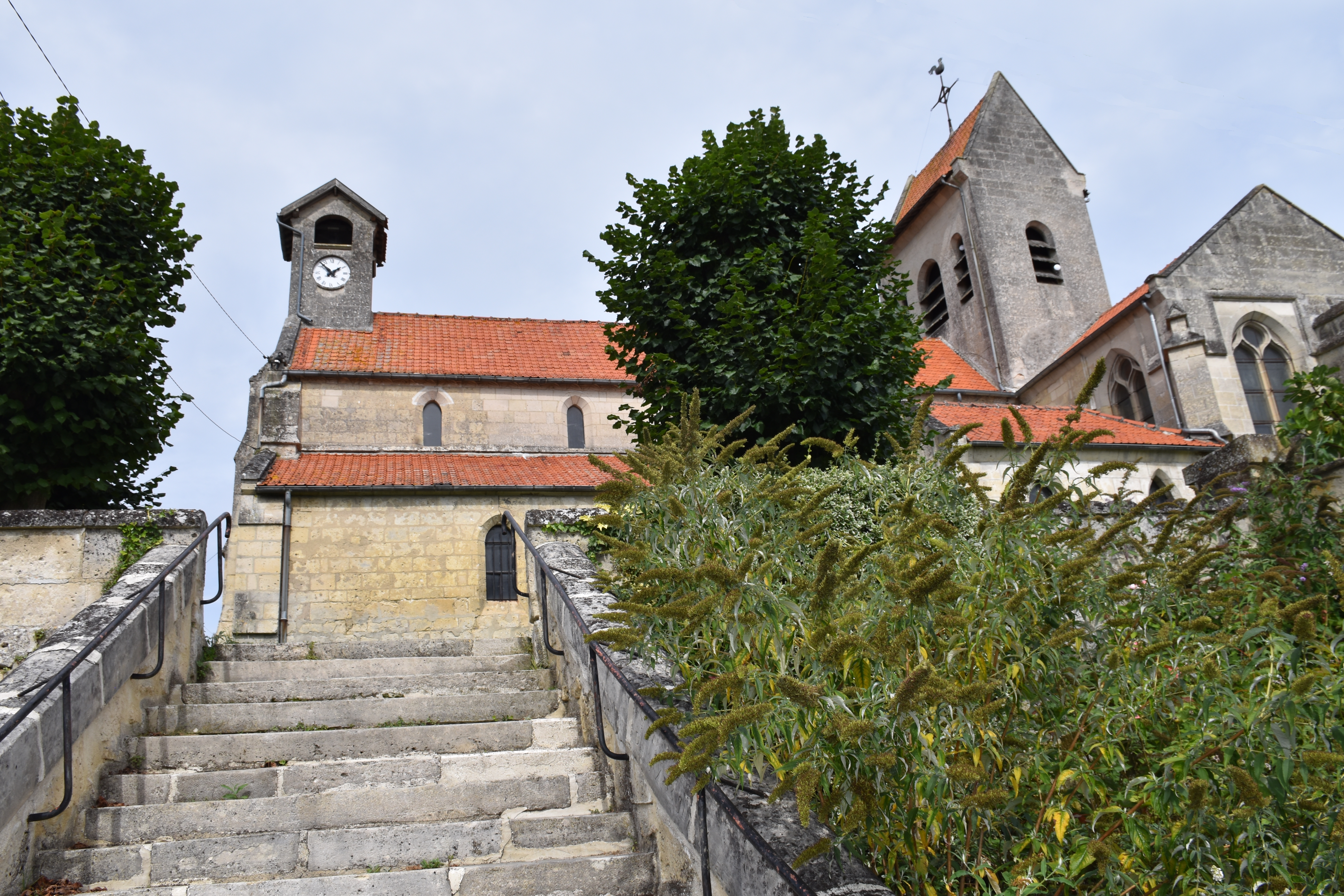
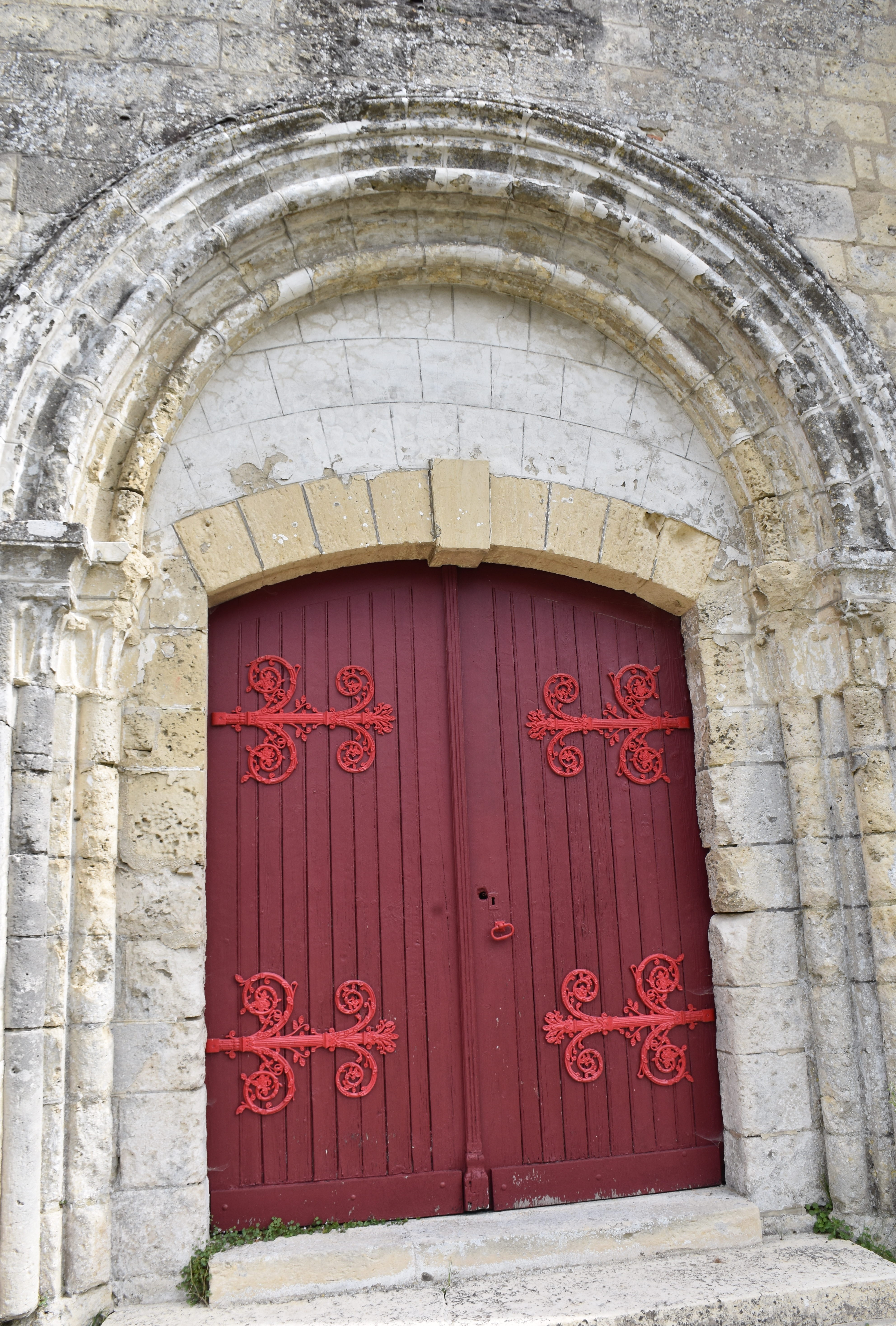
Le portail roman.
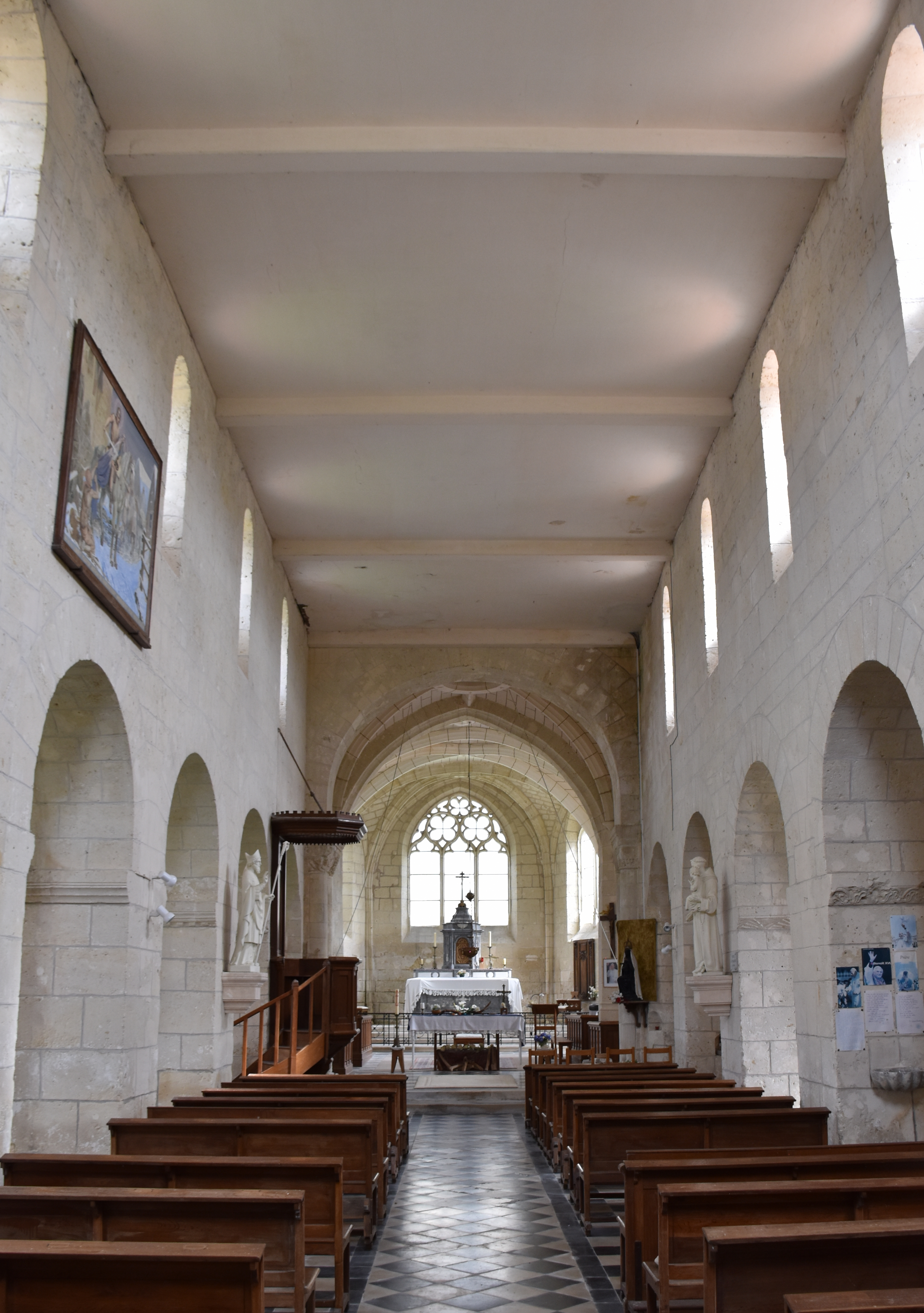
La nef.
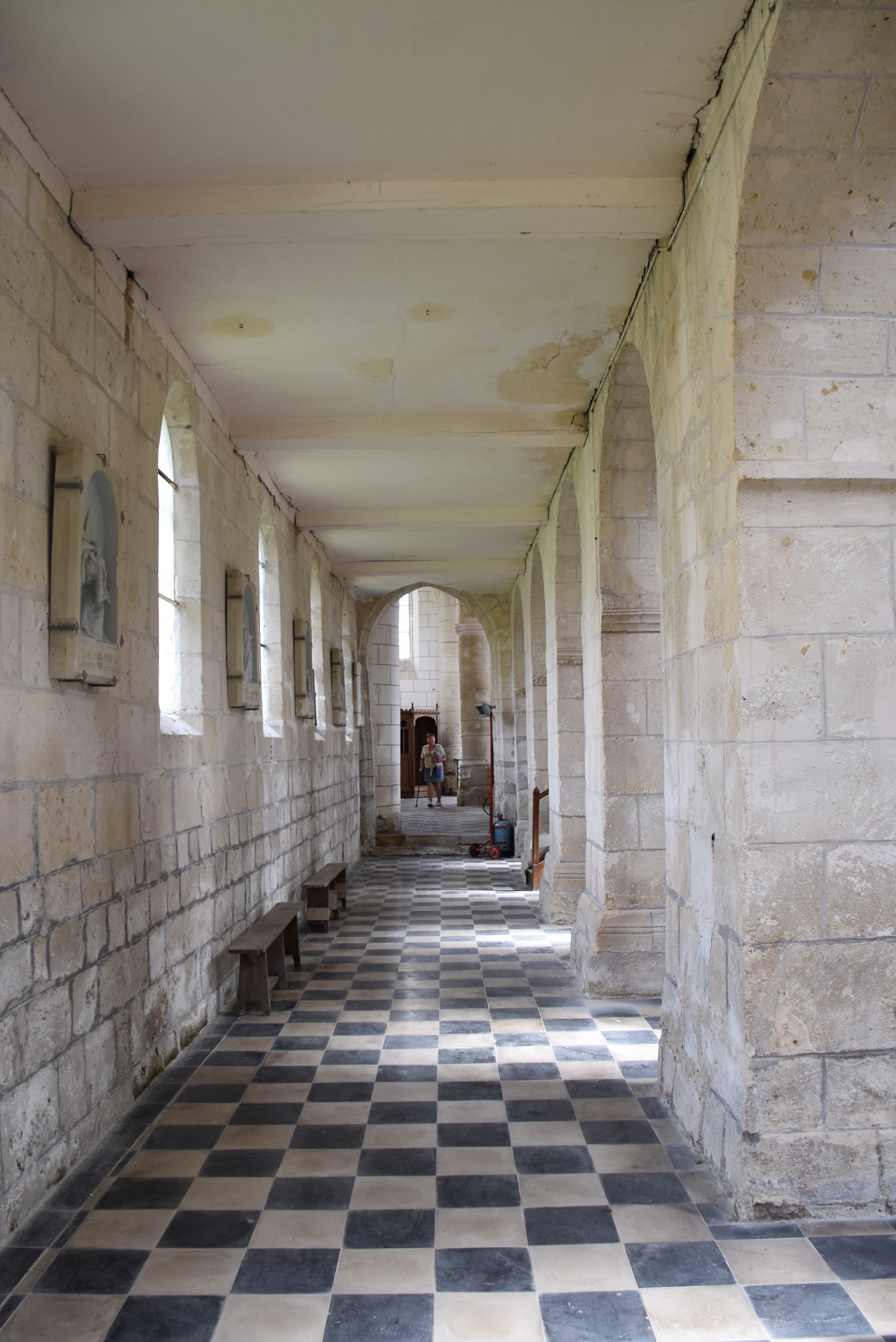
Bas-côté nord.
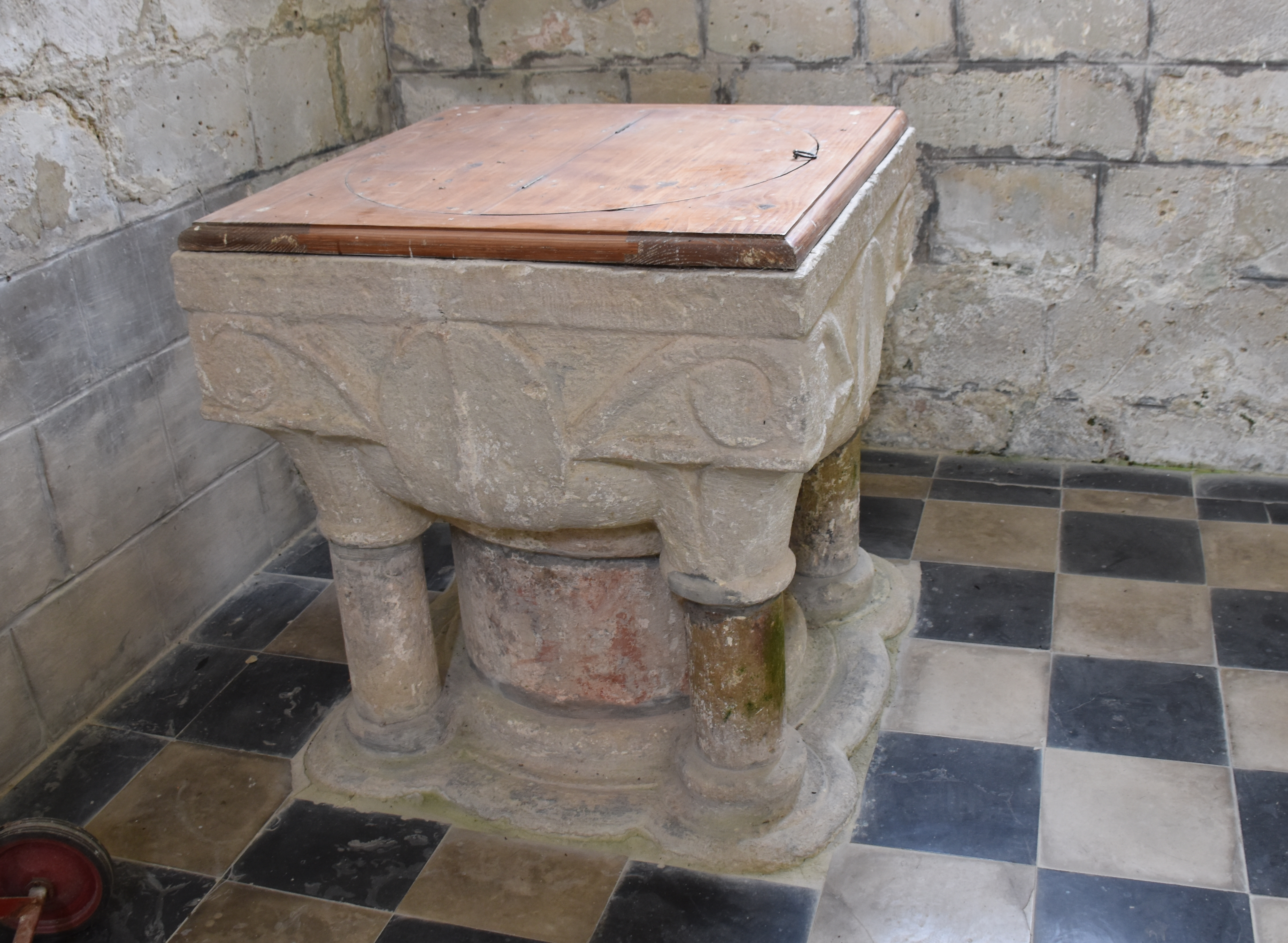
Fonts baptismaux.
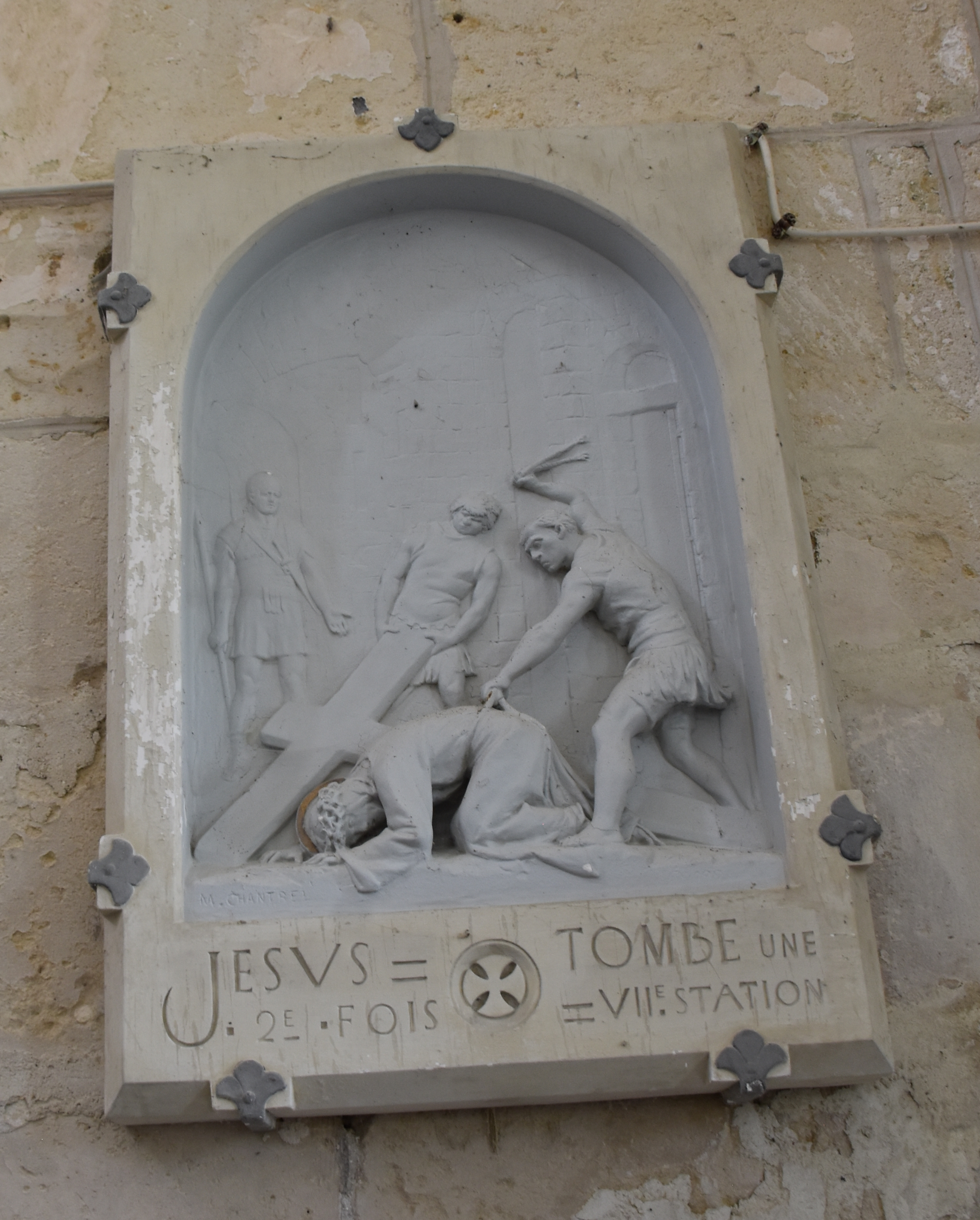
Chemin de croix - 7è station.

- Monument aux morts.
- Des croix de chemin aux sorties nord et sud du village.

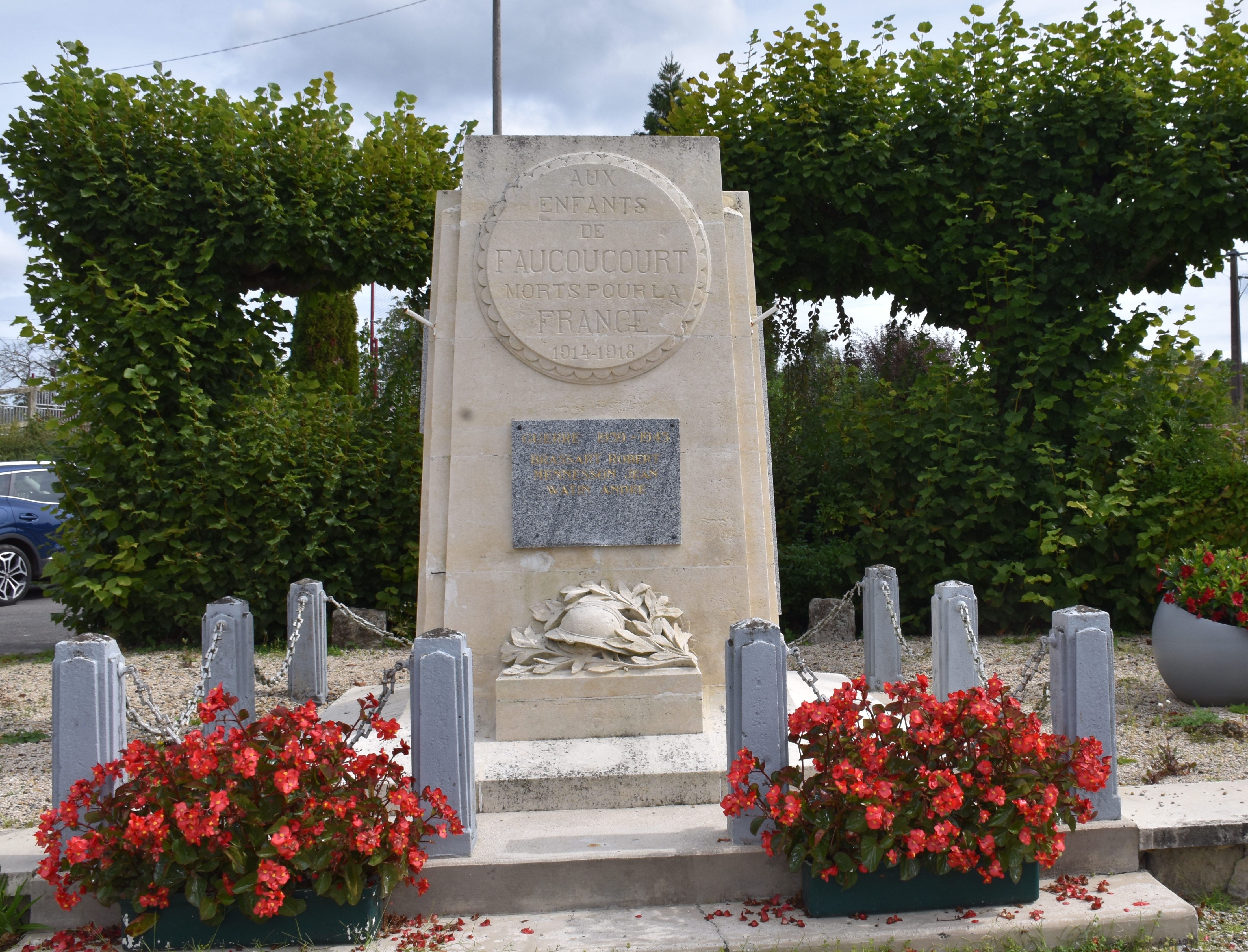
Le monument aux morts.
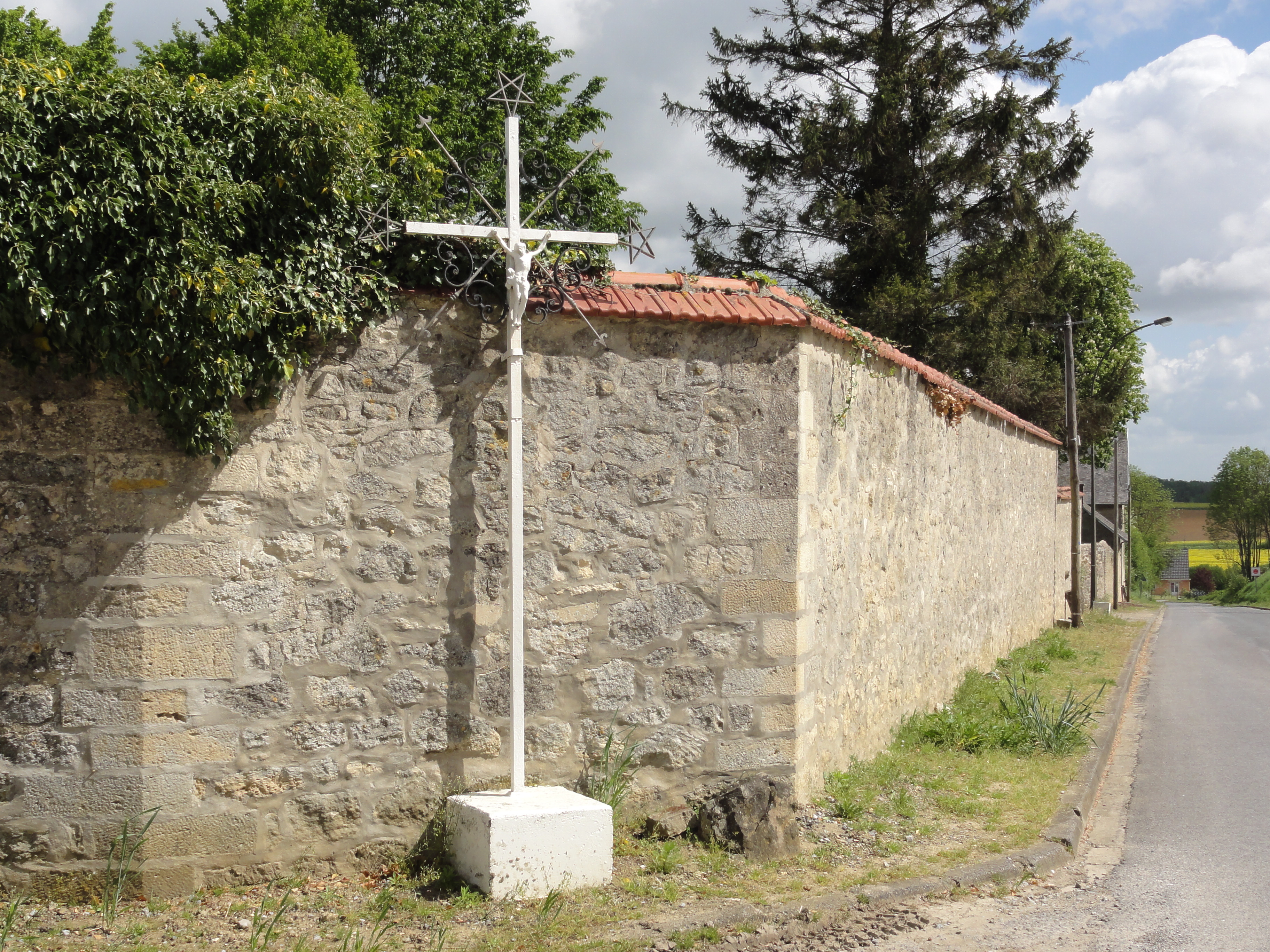
Croix de chemin nord.
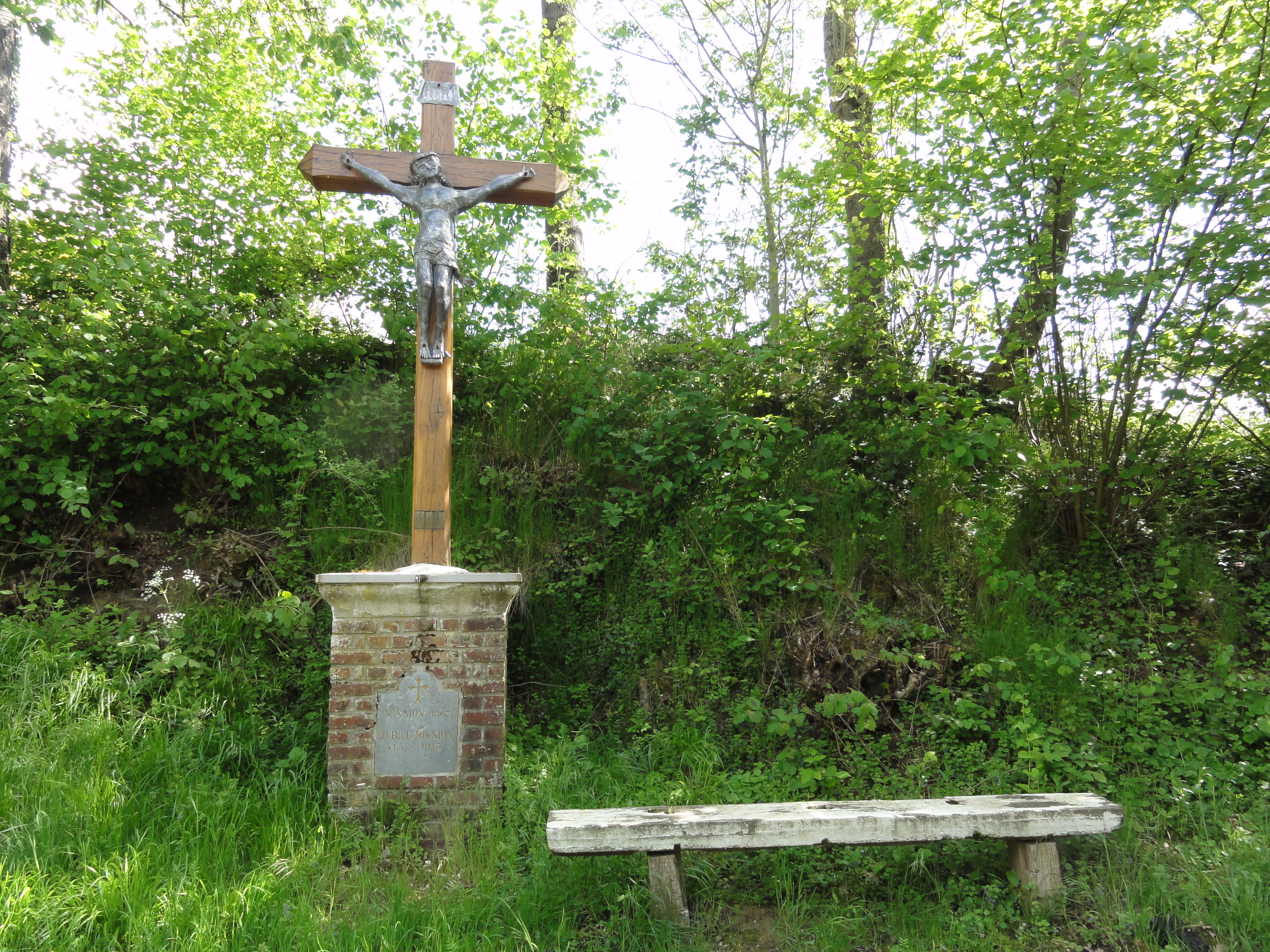
Croix de chemin sud.